# مرغ دریایی (فیلم ۱۹۶۵)
مرغ دریایی (به انگلیسی: The Sandpiper) یک فیلم سینمایی آمریکایی در ژانر درام محصول سال ۱۹۶۵ به کارگردانی وینسنت مینلی و با بازی ریچارد برتون و الیزابت تیلور است.

## بازیگران
- الیزابت تیلور در نقش لورا رینولدز
- ریچارد برتون در نقش دکتر ادوارد هیویت
- اوا ماری سنت در نقش کلر هیویت
- چارلز برونسون
- رابرت وبر
- جیمز ادواردز
- تورین تاچر به عنوان قاضی تامپسون
- تام دریک به عنوان والتر رابینسون بازی می‌کند
- داگلاس هندرسون به عنوان پل ساتکلیف
- مورگان میسون به عنوان دنی رینولدز

## تولید
این فیلم در ابتدا برای کیم نواک نوشته شده‌است.

### محل فیلمبرداری
این اثر سینمایی یکی از معدود تصاویر اصلی استودیویی است که تاکنون در بیگ سور فیلمبرداری شده‌است.